# Neea clarkii
Neea clarkii är en underblomsväxtart som beskrevs av Julian Alfred Steyermark. Neea clarkii ingår i släktet Neea och familjen underblomsväxter. Inga underarter finns listade i Catalogue of Life.